# Georges Bouture
Georges Bouture (?–?) francia nemzetközi labdarúgó-játékvezető.

### Nemzeti játékvezetés
A francia első osztályban 1933 és 1945 között vezetett mérkőzéseire vonatkozóan állnak rendelkezésre adatok.

### Nemzetközi játékvezetés

#### 1938-as labdarúgó-világbajnokság
Az 1938-as labdarúgó-világbajnokság két mérkőzésén partbíró volt: az egyik nyolcaddöntőn első számú partbíróként, a Svájc–Magyarország-negyeddöntőn 2. számú partbíróként kapott feladatot. (A FIFA honlapján elérhető jegyzőkönyvek szerint a partbíró neve – a legtöbb elérhető egyéb forrástól eltérően – D. Boutoure.).
| Időpont          | Helyszín                     | Mérkőzés típusa    | Mérkőzés             | Játékvezető        | Eredmény | Nézőszám |
| ---------------- | ---------------------------- | ------------------ | -------------------- | ------------------ | -------- | -------- |
| 1938. június 5.  | Stade Vélodrome, Marseille   | egyik nyolcaddöntő | Olaszország–Norvégia | Alois Beranek      | 2 : 1    | 18 000   |
| 1938. június 12. | Stade Victor Boucquey, Lille | egyik negyeddöntő  | Svájc–Magyarország   | Rinaldo Barlassina | 0 : 2    | 14 000   |